# Vıjaker
Vıjaker è un comune dell'Azerbaigian situato nel distretto di Lerik. Conta una popolazione di 284 abitanti.